# Donja Rašica
Donja Rašica (cyr. Доња Рашица) – wieś w Serbii, w okręgu toplickim, w gminie Blace. W 2011 roku liczyła 100 mieszkańców.